# 영동역
영동역(Yeongdong station, 永同驛)은 충청북도 영동군 영동읍 계산리에 있는 경부선의 철도역이며 영동군의 중심역이다. 통영대전고속도로가 개통되기 전에는 전라북도 무주군민들 또한 버스편을 통해 영동역을 많이 이용했다.

## 역사
- 1905년 1월 1일 : 보통역으로 영업개시
- 1950년 6월 30일 : 6.25 동란으로 역사 소실
- 1951년 8월 15일 : 임시역사 신축 준공
- 1956년 12월 28일 : 역사 복구 준공
- 1973년 8월 12일 : 영동역 유조열차 탈선 사고 발생
- 1974년 1월 1일 : 사무관역(5급)으로 승격
- 1976년 1월 1일 : 민수용무연탄 도착취급역 지정[1]
- 1996년 6월 1일 : 현 역사 준공, 새마을호 정차
- 1997년 10월 1일 : 소화물 취급 중지[2]
- 1999년 6월 4일 : 역사 신축 완공
- 2014년 5월 1일 : 충북종단열차 운행 개시
- 2014년 5월 12일 : ITX-새마을 운행 개시
- 2024년 5월 1일 : ITX-마음 운행 개시

## 역 정보
- 1일 8회의 ITX-새마을[3] 열차와, 모든 무궁화호[4] 열차가 정차한다.
- 역에서 한국철도 100주년 기념 스탬프를 날인해 갈 수 있다.

### 역 구조
2면 4선의 승강장이다. 역사와 승강장은 지하 통로로 연결되어 있다.

### 승강장
| ↑ 각계          |
| １２ \| ３４ \| |
| 황간 ↓          |

| 1・2 | 경부선(상행) | 대전 · 수원 · 서울 · 영주 방면   |
| 3・4 | 경부선(하행) | 김천 · 동대구 · 부산 · 진주 방면 |

## 역 주변
- 영동군청
- 청주지방법원 영동지원, 청주지방검찰청 영동지청
- 영동공용버스터미널
- 영동고속버스터미널
- 영동시외버스터미널
- 영동공설운동장
- 경부고속도로 영동 나들목
- 육군종합행정학교

## 사진

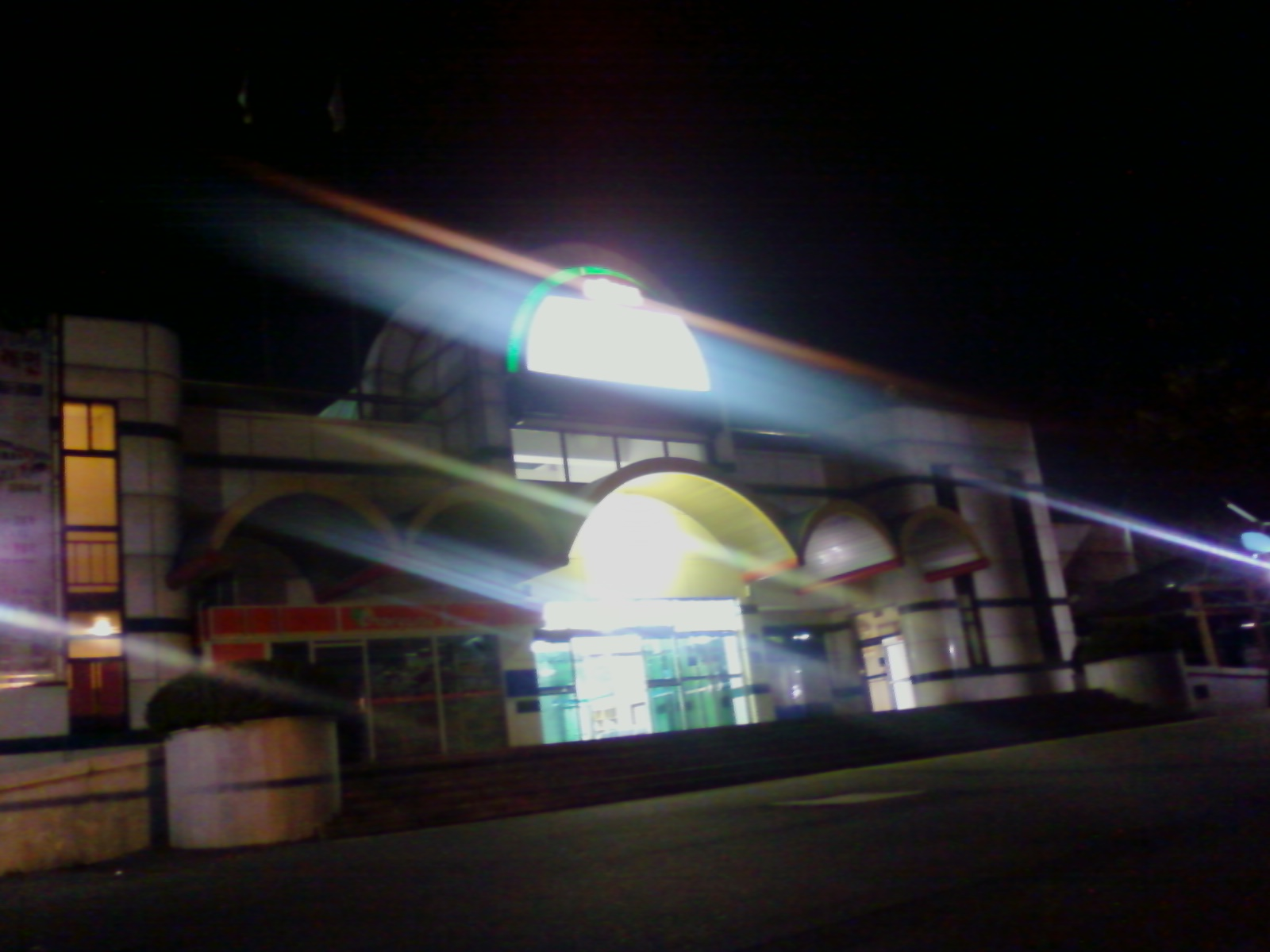
영동역의 야간 모습
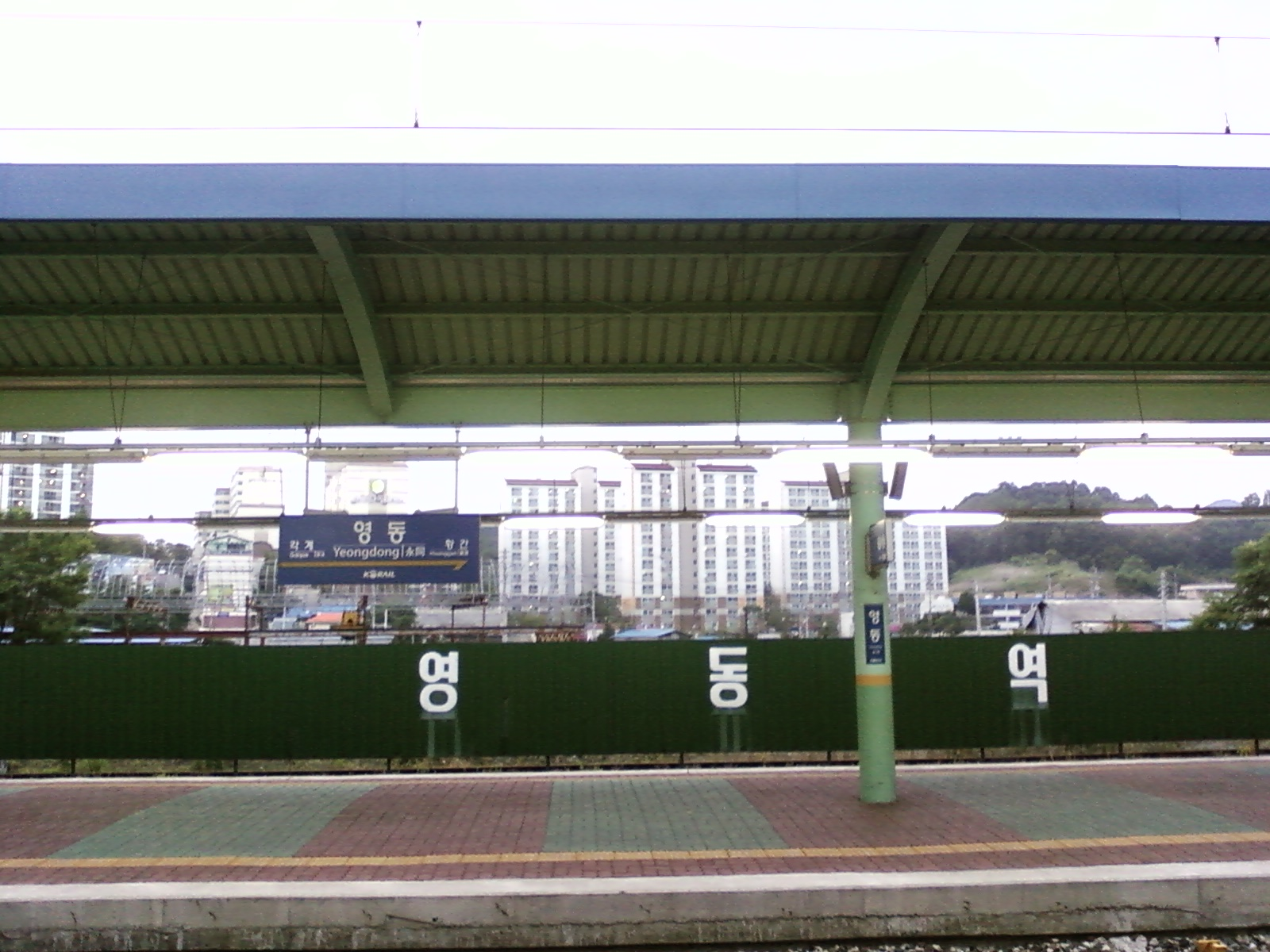
승강장 모습

## 인접한 역
| 새마을호       | 새마을호          | 새마을호           |
| -------------- | ----------------- | ------------------ |
| 대전 서울 방면 | ITX-새마을 경부선 | 김천 부산 방면     |
| 옥천 서울 방면 | ITX-새마을 동해선 | 김천 신해운대 방면 |
| 대전 서울 방면 | ITX-새마을 경전선 | 김천 진주 방면     |
| ITX-마음       |                   |                    |
| 대전 서울 방면 | ITX-마음 경부선   | 김천 진주 방면     |
| 무궁화호       |                   |                    |
| 심천 서울 방면 | 무궁화호 경부선   | 황간 부산 방면     |
| 각계 영주 방면 | 무궁화호 충북선   | 황간 동대구 방면   |